# Communauté de communes de Montfaucon Varennes-en-Argonne
Die Communauté de communes de Montfaucon Varennes-en-Argonne war ein französischer Gemeindeverband mit der Rechtsform einer Communauté de communes im Département Meuse in der Region Grand Est. Sie wurde am 25. Dezember 2000 gegründet und umfasste 23 Gemeinden. Der Verwaltungssitz befand sich im Ort Montfaucon-d’Argonne.

## Historische Entwicklung
Mit Wirkung vom 1. Januar 2017 fusionierte der Gemeindeverband mit der Communauté de communes du Centre Argonne und bildete so die Nachfolgeorganisation Communauté de communes Argonne-Meuse.

## Ehemalige Mitgliedsgemeinden
1. Avocourt
2. Baulny
3. Boureuilles
4. Brabant-sur-Meuse
5. Charpentry
6. Cheppy
7. Cierges-sous-Montfaucon
8. Consenvoye
9. Cuisy
10. Épinonville
11. Esnes-en-Argonne
12. Forges-sur-Meuse
13. Gercourt-et-Drillancourt
14. Gesnes-en-Argonne
15. Malancourt
16. Montblainville
17. Montfaucon-d’Argonne
18. Regnéville-sur-Meuse
19. Romagne-sous-Montfaucon
20. Septsarges
21. Varennes-en-Argonne
22. Vauquois
23. Véry